# Scrancia osica
Scrancia osica är en fjärilsart som beskrevs av Sergius G. Kiriakoff 1967. Scrancia osica ingår i släktet Scrancia och familjen tandspinnare. Inga underarter finns listade.